# Boisset-lès-Montrond
Boisset-lès-Montrond és un municipi francès situat al departament del Loira i a la regió d'Alvèrnia-Roine-Alps. L'any 2007 tenia 1.024 habitants.

## Demografia

### Població
El 2007 la població de fet de Boisset-lès-Montrond era de 1.024 persones. Hi havia 329 famílies de les quals 57 eren unipersonals (24 homes vivint sols i 33 dones vivint soles), 81 parelles sense fills, 171 parelles amb fills i 20 famílies monoparentals amb fills.
La població ha evolucionat segons el següent gràfic:
Habitants censats

### Habitatges
El 2007 hi havia 382 habitatges, 348 eren l'habitatge principal de la família, 23 eren segones residències i 10 estaven desocupats. 367 eren cases i 13 eren apartaments. Dels 348 habitatges principals, 278 estaven ocupats pels seus propietaris, 63 estaven llogats i ocupats pels llogaters i 7 estaven cedits a títol gratuït; 9 tenien dues cambres, 27 en tenien tres, 114 en tenien quatre i 197 en tenien cinc o més. 276 habitatges disposaven pel capbaix d'una plaça de pàrquing. A 133 habitatges hi havia un automòbil i a 198 n'hi havia dos o més.

### Piràmide de població
La piràmide de població per edats i sexe el 2009 era:
| Homes | Edats   | Dones |
| ----- | ------- | ----- |
| 0     | 95 o +  | 0     |
| 0     | 90 a 94 | 4     |
| 0     | 85 a 89 | 0     |
| 4     | 80 a 84 | 0     |
| 0     | 75 a 79 | 8     |
| 16    | 70 a 74 | 12    |
| 24    | 65 a 69 | 24    |
| 24    | 60 a 64 | 24    |
| 16    | 55 a 59 | 28    |
| 28    | 50 a 54 | 28    |
| 28    | 45 a 49 | 24    |
| 44    | 40 a 44 | 28    |
| 24    | 35 a 39 | 48    |
| 44    | 30 a 34 | 28    |
| 24    | 25 a 29 | 28    |
| 24    | 20 a 24 | 4     |
| 36    | 15 a 19 | 24    |
| 16    | 10 a 14 | 52    |
| 44    | 5 a 9   | 36    |
| 16    | 0 a 4   | 48    |

## Economia
El 2007 la població en edat de treballar era de 632 persones, 494 eren actives i 138 eren inactives. De les 494 persones actives 469 estaven ocupades (259 homes i 210 dones) i 25 estaven aturades (8 homes i 17 dones). De les 138 persones inactives 39 estaven jubilades, 50 estaven estudiant i 49 estaven classificades com a «altres inactius».

### Ingressos
El 2009 a Boisset-lès-Montrond hi havia 367 unitats fiscals que integraven 1.058 persones, la mediana anual d'ingressos fiscals per persona era de 17.997 €.

### Activitats econòmiques
Dels 26 establiments que hi havia el 2007, 1 era d'una empresa alimentària, 1 d'una empresa de fabricació d'altres productes industrials, 8 d'empreses de construcció, 5 d'empreses de comerç i reparació d'automòbils, 1 d'una empresa de transport, 2 d'empreses d'hostatgeria i restauració, 1 d'una empresa d'informació i comunicació, 1 d'una empresa financera, 2 d'empreses immobiliàries, 1 d'una empresa de serveis, 1 d'una entitat de l'administració pública i 2 d'empreses classificades com a «altres activitats de serveis».
Dels 11 establiments de servei als particulars que hi havia el 2009, 1 era un taller de reparació d'automòbils i de material agrícola, 1 guixaire pintor, 5 fusteries, 1 lampisteria, 2 restaurants i 1 agència immobiliària.
L'únic establiment comercial que hi havia el 2009 era una fleca.
L'any 2000 a Boisset-lès-Montrond hi havia 11 explotacions agrícoles que ocupaven un total de 208 hectàrees.

## Equipaments sanitaris i escolars
El 2009 hi havia una escola elemental.

## Poblacions més properes
El següent diagrama mostra les poblacions més properes.